# Mine La Motte
Mine La Motte est une communauté non incorporée et une census-designated place,, située au cœur des montagnes Saint-François dans le comté de Madison, État du Missouri, aux États-Unis. L'activité minière a commencé au début du XVIIIe siècle, et a été fondée par Antoine de Lamothe-Cadillac, gouverneur de la province de Louisiane, qui a laissé son nom au site. Les galeries de la mine La Motte courent jusque dans le comté de Saint-François, situé non loin de là.
Le sous-sol de cette région minière des montagnes Saint-François fut très tôt exploité. La diversité des minerais est importante dans cette région des monts Ozark, on y trouve toujours du fer, zinc, Galène comprenant du plomb et de l'argent, manganèse, cobalt, nickel, barite, granite et les carrières de calcaire.
À la fin du XIXe siècle, la compagnie de la "Mine La Motte Company" devint la "Missouri Metals Corporation". Cette société minière cessa ses activités en 1919.